# Albanië op het Eurovisiesongfestival 2014

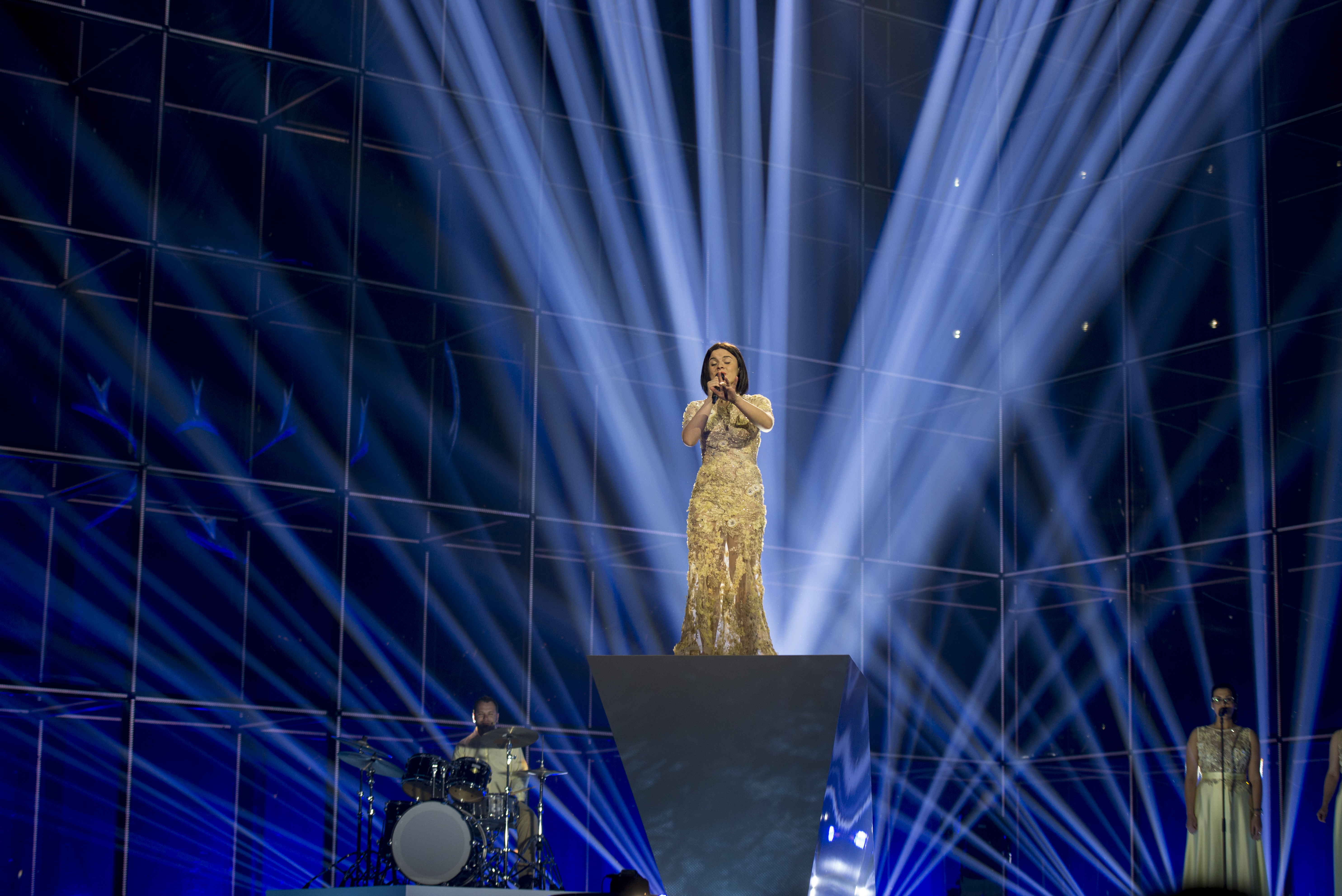
Hersi wist zich niet te plaatsen voor de finale van het Eurovisiesongfestival 2014

Albanië nam deel aan het Eurovisiesongfestival 2014 in Kopenhagen, Denemarken. Het was de 11de deelname van het land op het Eurovisiesongfestival. RTSH was verantwoordelijk voor de Albanese bijdrage voor de editie van 2014.

## Selectieprocedure
Naar jaarlijkse gewoonte verliep de Albanese selectie via Festivali i Këngës, dat in december 2013 aan zijn 52ste editie toe was. Geïnteresseerden kregen tot 22 oktober de tijd om zich kandidaat te stellen. Op 4 november werd het deelnemersveld bekendgemaakt. Orges Toçe zat aanvankelijk bij deze geselecteerden, maar hij trok zich terug en werd vervangen door NA. Het festival vond plaats in het Pallati i Kongreseve in de Albanese hoofdstad Tirana. Op donderdag 26 en vrijdag 27 december werden twee halve finales georganiseerd, met telkens acht kandidaten. Deze halve finales waren echter slechts presentatieshows: alle inzendingen gingen door naar de grote finale van zaterdag 28 december. De halve finales werden gepresenteerd door Enkel Demi, Xhesika Berberi en Marinela Meta.
Tijdens de finale werden de punten toegekend door een vakjury, bestaande uit Agim Krajka (musicus), Aleksandër Lalo (musicus), Hajg Zaharian (musicus), Xhevahir Spahiu (auteur), Petrit Malaj (acteur), Eriona Rushiti (musicoloog) en Bojken Lako (singer-songwriter). De finale werd gepresenteerd door Enkel Demi, aangevuld met Klea Huta. Aan de finale namen twee voormalige winnaars deel: Luiz Ejlli won in 2005; Frederik Ndoci won zowel in 1989 als in 2006. De eindzege ging echter naar Herciana Matmuja, met het nummer Zemërimi i një nate. Voor het Eurovisiesongfestival werd het nummer wel naar het Engels vertaald, en kreeg het de titel One night's anger.

## Festivali i Këngës 2013

### Eerste halve finale
| Volgorde | Artiest                       | Lied                |
| -------- | ----------------------------- | ------------------- |
| 1        | Luiz Ejlli                    | Kthehu              |
| 2        | Rezarta Smaja                 | Në zemër            |
| 3        | Edmond Mancaku & Entela Zhula | Vetëm për ty        |
| 4        | Venera Lumani & Lindi Islami  | Natë e pare         |
| 5        | Xhejn & Enxhi Kumrija         | Kur qielli qan      |
| 6        | Renis Gjoka                   | Mjegulla            |
| 7        | Blerina Braka                 | Mikja ime           |
| 8        | Herciana Matmuja              | Zemërimi i një nate |

### Tweede halve finale
| Volgorde | Artiest                          | Lied                  |
| -------- | -------------------------------- | --------------------- |
| 1        | NA                               | Jehona                |
| 2        | Marjeta Billo                    | Ti mungon             |
| 3        | Xhejsi Jorgaqi                   | Ëndërrat janë ëndërra |
| 4        | Klodian Kaçani                   | Me ty                 |
| 5        | Frederik Ndoci                   | Një ditë shprese      |
| 6        | Besiana Mehmeti & Shkodran Tolaj | Jam larg              |
| 7        | Sajmir Braho                     | Grua                  |
| 8        | Lynx                             | Princesha             |

### Finale
| Plaats | Artiest                          | Lied                  | Punten |
| ------ | -------------------------------- | --------------------- | ------ |
| 1      | Herciana Matmuja                 | Zemërimi i një nate   | 69     |
| 2      | Klodian Kaçani                   | Me ty                 | 45     |
| 3      | Sajmir Braho                     | Grua                  | 40     |
| 4      | Venera Lumani & Lindi Islami     | Natë e pare           | 37     |
| 5      | Frederik Ndoci                   | Një ditë shprese      | 33     |
| 6      | Xhejn & Enxhi Kumrija            | Kur qielli qan        | 28     |
| 7      | NA                               | Jehona                | 25     |
| 7      | Rezarta Smaja                    | Në zemër              | 25     |
| 9      | Renis Gjoka                      | Mjegulla              | 22     |
| 10     | Luiz Ejlli                       | Kthehu                | 20     |
| 11     | Marjeta Billo                    | Ti mungon             | 18     |
| 12     | Blerina Braka                    | Mikja ime             | 16     |
| 13     | Besiana Mehmeti & Shkodran Tolaj | Jam larg              | 12     |
| 14     | Edmond Mancaku & Entela Zhula    | Vetëm për ty          | 10     |
| 15     | Lynx                             | Princesha             | 6      |
| 16     | Xhejsi Jorgaqi                   | Ëndërrat janë ëndërra | 0      |

## In Kopenhagen
Albanië moest in Kopenhagen eerst aantreden in de eerste halve finale, op dinsdag 6 mei. Hersi trad als zesde van zestien acts aan, na Pollapönk uit IJsland en net voor The Tolmachevy Twins uit Rusland. Bij het openen van de enveloppen bleek dat Albanië zich niet had weten te plaatsen voor de finale. Na afloop van de finale werd duidelijk dat Hersi op de voorlaatste plaats was geëindigd in de eerste halve finale, met 22 punten.

### Gekregen punten

#### Halve finale 1
| 12 punten    | 10 punten | 8 punten | 7 punten              | 6 punten    |
| ------------ | --------- | -------- | --------------------- | ----------- |
| - Montenegro |           |          |                       |             |
| 5 punten     | 4 punten  | 3 punten | 2 punten              | 1 punt      |
| - San Marino |           |          | - België - Denemarken | - Nederland |

| Jury punten halve finale 1            | Jury punten halve finale 1                           | Jury punten halve finale 1 | Jury punten halve finale 1 | Jury punten halve finale 1 |
| 12 punten                             | 10 punten                                            | 8 punten                   | 7 punten                   | 6 punten                   |
| ------------------------------------- | ---------------------------------------------------- | -------------------------- | -------------------------- | -------------------------- |
| - Montenegro                          |                                                      |                            |                            | - Armenië - Oekraïne       |
| 5 punten                              | 4 punten                                             | 3 punten                   | 2 punten                   | 1 punt                     |
| - Azerbeidzjan - IJsland - San Marino | - België - Estland - Frankrijk - Letland - Nederland |                            | - Denemarken - Hongarije   | - Spanje                   |

| Televoting punten halve finale 1 | Televoting punten halve finale 1 | Televoting punten halve finale 1 | Televoting punten halve finale 1 | Televoting punten halve finale 1 |
| 12 punten                        | 10 punten                        | 8 punten                         | 7 punten                         | 6 punten                         |
| -------------------------------- | -------------------------------- | -------------------------------- | -------------------------------- | -------------------------------- |
|                                  |                                  |                                  |                                  |                                  |
| 5 punten                         | 4 punten                         | 3 punten                         | 2 punten                         | 1 punt                           |
|                                  |                                  | - Denemarken                     | - België                         | - Zweden                         |

### Punten gegeven door Albanië

#### Halve finale 1
Punten gegeven in de eerste halve finale:
| 12 punten | Malta        |
| 10 punten | Hongarije    |
| 8 punten  | San Marino   |
| 7 punten  | Azerbeidzjan |
| 6 punten  | Zweden       |
| 5 punten  | Armenië      |
| 4 punten  | Moldavië     |
| 3 punten  | Oekraïne     |
| 2 punten  | Nederland    |
| 1 punt    | Portugal     |

| Halve finale 1 - Uitsplitsing jury/televoting | Halve finale 1 - Uitsplitsing jury/televoting | Halve finale 1 - Uitsplitsing jury/televoting | Halve finale 1 - Uitsplitsing jury/televoting | Halve finale 1 - Uitsplitsing jury/televoting | Halve finale 1 - Uitsplitsing jury/televoting | Halve finale 1 - Uitsplitsing jury/televoting | Halve finale 1 - Uitsplitsing jury/televoting | Halve finale 1 - Uitsplitsing jury/televoting |
| Volgorde                                      | Land                                          | E. Zhulali                                    | A. Kacinari                                   | J. Barbullushi                                | M. Tuci                                       | E. Ndocaj                                     | Gemiddelde juryranking                        | Punten                                        |
| --------------------------------------------- | --------------------------------------------- | --------------------------------------------- | --------------------------------------------- | --------------------------------------------- | --------------------------------------------- | --------------------------------------------- | --------------------------------------------- | --------------------------------------------- |
| 01                                            | Armenië                                       | 4                                             | 5                                             | 11                                            | 1                                             | 14                                            | 6                                             | 5                                             |
| 02                                            | Letland                                       | 12                                            | 10                                            | 10                                            | 15                                            | 10                                            | 13                                            |                                               |
| 03                                            | Estland                                       | 14                                            | 12                                            | 7                                             | 13                                            | 9                                             | 12                                            |                                               |
| 04                                            | Zweden                                        | 3                                             | 4                                             | 5                                             | 5                                             | 7                                             | 5                                             | 6                                             |
| 05                                            | IJsland                                       | 13                                            | 15                                            | 13                                            | 14                                            | 11                                            | 15                                            |                                               |
| 06                                            | Albanië                                       |                                               |                                               |                                               |                                               |                                               |                                               |                                               |
| 07                                            | Rusland                                       | 15                                            | 13                                            | 15                                            | 7                                             | 13                                            | 14                                            |                                               |
| 08                                            | Azerbeidzjan                                  | 7                                             | 6                                             | 4                                             | 2                                             | 3                                             | 4                                             | 7                                             |
| 09                                            | Oekraïne                                      | 8                                             | 8                                             | 12                                            | 10                                            | 6                                             | 8                                             | 3                                             |
| 10                                            | België                                        | 10                                            | 14                                            | 8                                             | 9                                             | 12                                            | 11                                            |                                               |
| 11                                            | Moldavië                                      | 9                                             | 7                                             | 6                                             | 12                                            | 8                                             | 7                                             | 4                                             |
| 12                                            | San Marino                                    | 6                                             | 3                                             | 3                                             | 8                                             | 2                                             | 3                                             | 8                                             |
| 13                                            | Portugal                                      | 11                                            | 11                                            | 14                                            | 11                                            | 5                                             | 10                                            | 1                                             |
| 14                                            | Nederland                                     | 5                                             | 9                                             | 9                                             | 6                                             | 15                                            | 9                                             | 2                                             |
| 15                                            | Montenegro                                    | 2                                             | 2                                             | 1                                             | 4                                             | 1                                             | 1                                             | 12                                            |
| 16                                            | Hongarije                                     | 1                                             | 1                                             | 2                                             | 3                                             | 4                                             | 2                                             | 10                                            |

#### Finale
Punten gegeven in de finale:
| 12 punten | Spanje      |
| 10 punten | Italië      |
| 8 punten  | Hongarije   |
| 7 punten  | Zweden      |
| 6 punten  | Montenegro  |
| 5 punten  | Oostenrijk  |
| 4 punten  | Duitsland   |
| 3 punten  | San Marino  |
| 2 punten  | Griekenland |
| 1 punt    | Malta       |

| Finale - uitsplitsing jury | Finale - uitsplitsing jury | Finale - uitsplitsing jury | Finale - uitsplitsing jury | Finale - uitsplitsing jury | Finale - uitsplitsing jury | Finale - uitsplitsing jury | Finale - uitsplitsing jury | Finale - uitsplitsing jury |
| Volgorde                   | Land                       | E. Zhulali                 | A. Kacinari                | J. Barbullushi             | M. Tuci                    | E. Ndocaj                  | Gemiddelde juryranking     | Punten                     |
| -------------------------- | -------------------------- | -------------------------- | -------------------------- | -------------------------- | -------------------------- | -------------------------- | -------------------------- | -------------------------- |
| 01                         | Oekraïne                   | 15                         | 17                         | 17                         | 24                         | 13                         | 19                         |                            |
| 02                         | Wit-Rusland                | 18                         | 8                          | 26                         | 25                         | 22                         | 23                         |                            |
| 03                         | Azerbeidzjan               | 12                         | 14                         | 16                         | 7                          | 26                         | 15                         |                            |
| 04                         | IJsland                    | 24                         | 26                         | 18                         | 26                         | 14                         | 24                         |                            |
| 05                         | Noorwegen                  | 23                         | 19                         | 19                         | 18                         | 15                         | 20                         |                            |
| 06                         | Roemenië                   | 22                         | 16                         | 9                          | 14                         | 16                         | 16                         |                            |
| 07                         | Armenië                    | 9                          | 13                         | 20                         | 6                          | 25                         | 13                         |                            |
| 08                         | Montenegro                 | 6                          | 10                         | 5                          | 5                          | 3                          | 5                          | 6                          |
| 09                         | Polen                      | 14                         | 18                         | 21                         | 23                         | 23                         | 22                         |                            |
| 10                         | Griekenland                | 3                          | 22                         | 15                         | 15                         | 2                          | 9                          | 2                          |
| 11                         | Oostenrijk                 | 11                         | 6                          | 4                          | 4                          | 6                          | 6                          | 5                          |
| 12                         | Duitsland                  | 7                          | 2                          | 8                          | 8                          | 17                         | 7                          | 4                          |
| 13                         | Zweden                     | 1                          | 12                         | 1                          | 1                          | 9                          | 4                          | 7                          |
| 14                         | Frankrijk                  | 17                         | 5                          | 22                         | 22                         | 7                          | 12                         |                            |
| 15                         | Rusland                    | 26                         | 25                         | 25                         | 16                         | 18                         | 25                         |                            |
| 16                         | Italië                     | 2                          | 3                          | 3                          | 9                          | 1                          | 2                          | 10                         |
| 17                         | Slovenië                   | 13                         | 15                         | 14                         | 13                         | 19                         | 14                         |                            |
| 18                         | Finland                    | 16                         | 9                          | 13                         | 19                         | 24                         | 17                         |                            |
| 19                         | Spanje                     | 4                          | 1                          | 6                          | 2                          | 4                          | 1                          | 12                         |
| 20                         | Zwitserland                | 25                         | 24                         | 23                         | 20                         | 20                         | 26                         |                            |
| 21                         | Hongarije                  | 5                          | 4                          | 2                          | 3                          | 5                          | 3                          | 8                          |
| 22                         | Malta                      | 8                          | 23                         | 7                          | 17                         | 8                          | 10                         | 1                          |
| 23                         | Denemarken                 | 20                         | 21                         | 24                         | 21                         | 11                         | 21                         |                            |
| 24                         | Nederland                  | 19                         | 20                         | 12                         | 11                         | 21                         | 18                         |                            |
| 25                         | San Marino                 | 10                         | 11                         | 10                         | 10                         | 10                         | 8                          | 3                          |
| 26                         | Verenigd Koninkrijk        | 21                         | 7                          | 11                         | 12                         | 12                         | 11                         |                            |